# Sigurd Kander
Sigurd Kander, född 29 januari 1890 i Stockholm, död 30 april 1980 i Stockholm, var en svensk seglare.
Han seglade för KSSS. Han blev olympisk silvermedaljör i Stockholm 1912.